# Roissy-en-Brie
Roissy-en-Brie település Franciaországban, Seine-et-Marne megyében. Lakosainak száma 23 521 fő (2022. január 1.). Roissy-en-Brie Croissy-Beaubourg, Émerainville, Ozoir-la-Ferrière, Pontault-Combault és Pontcarré községekkel határos. A városban született Paul Pogba francia válogatott labdarúgó.

## Népesség
A település népessége az elmúlt években az alábbi módon változott:
| Lakosok száma | 22 559 | 23 048 | 23 228 | 22 994 | 22 836 | 22 851 | 22 643 | 23 061 | 23 521 |
|               | 2013   | 2015   | 2016   | 2017   | 2018   | 2019   | 2020   | 2021   | 2022   |